# Brachyiulus adanensis
Brachyiulus adanensis är en mångfotingart som beskrevs av Karl Wilhelm Verhoeff 1943. Brachyiulus adanensis ingår i släktet Brachyiulus och familjen kejsardubbelfotingar. Inga underarter finns listade i Catalogue of Life.